# 保罗·阿方索城
保罗·阿方索城是巴西巴伊亚州的一个市镇。总面积1573.627平方公里，总人口106703人，人口密度67.8人/平方公里。